# Ботанический сад университета Британской Колумбии
Ботанический сад университета Британской Колумбии (англ. UBC Botanical Garden) — старейший ботанический сад Британской Колумбии. Был основан в 1916 году в Ванкувере под руководством первого ботаника провинции — Джона Дэвидсона.
Площадь сада составляет около 44 гектаров (440 000 м² / 110 акров), а коллекция растений насчитывает более 120 тысяч видов со всего мира.

## Структура сада
Ботанический сад Университета Британской Колумбии состоит из нескольких честей:
- Азиатский сад
- Альпийский сад
- Аптекарский огород
- Каролинский лес
- Продуктовый сад
- Подвесная аллея GreenHeart Treewalk и другие.

### Азиатский Сад Дэвида К. Лама
Растения, представленные в Азиатском саду, были привезены из Гималаев, Японии, Кореи и Китая. Широко представлены травянистые многолетники, кустарники, клены, рябины, магнолии и около 400 видов рододендронов.
В 1992 году Азиатский сад был официально назван в честь Дэвида К. Лама — бывшего лейтенант-губернатора провинции Британская Колумбия.

### Альпийский сад
Несмотря на то, что Альпийский сад занимает всего 3 % от общей территории, в нём собрано около 40 % всех видов растений сада. В метре друг от друга здесь растут эвкалипты из Австралии, аргентинский кедр, европейская ель, новозеландская пальма и множество других экспонатов, которые приобретались с помощью частных коллекционеров, привозились из местных и международных питомников, экспедиций. Рядом с альпийским садом стоит также обратить внимание на теплицу с кактусами и суккулентами.

### Аптекарский огород
Небольшой огород в голландском стиле 16 века, огороженный тисовой изгородью. Состоит из 12 клумб с лекарственными и ядовитыми растениями. В центре установлены бронзовые солнечные часы с гравировкой.

### Каролинский лес
Каролинский лес — крупнейший экологический регион лиственных лесов восточной части Северной Америки. В Ботаническом Саду UBC он представлен двенадцатью отдельными рощами, каждая из которых названа в честь первых исследователей растений в Северной Америке. Клены, дубы, каштаны и ясени осенью окрашивают эту часть сада в яркие желтые и красные цвета.

### Продуктовый сад
В продуктовом саду выращивают овощи и зелень экологически чистыми способами, без синтетических пестицидов. Когда урожай созревает, его собирают добровольцы, упаковывают и отправляют в благотворительную организацию бездомным и голодающим.

### Подвесная аллея GreenHeart Treewalk
Расположенная рядом с Азиатским садом, 310-метровая подвесная аллея GreenHeart Treewalk позволяет посетителям исследовать флору и фауну с высоты. Мосты и платформы прикреплены к 100-летним деревьям на высоте 20 метров без использования гвоздей и болтов. Маршрут Greenheart TreeWalk работает с 1 апреля по 31 октября.

## Галерея

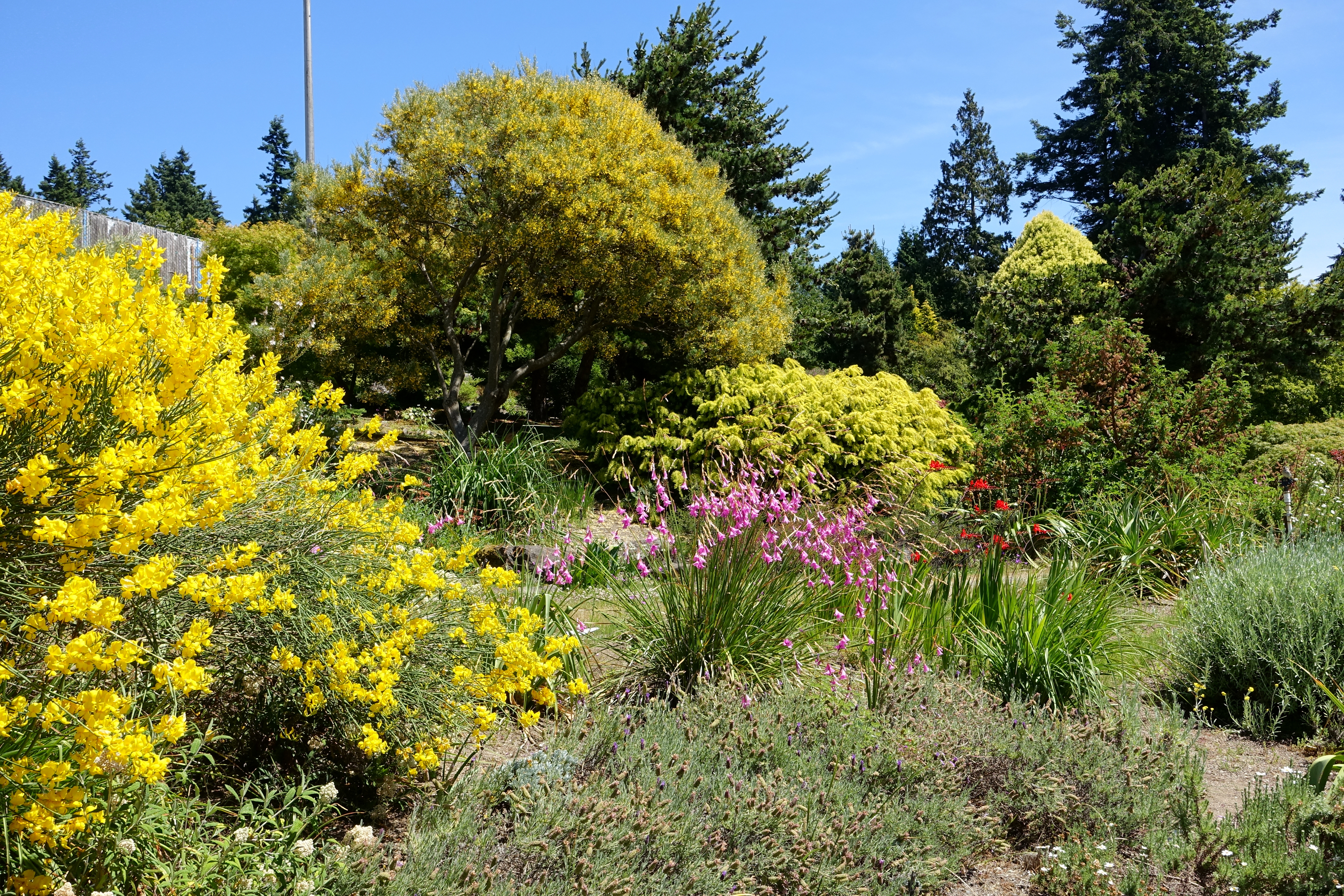
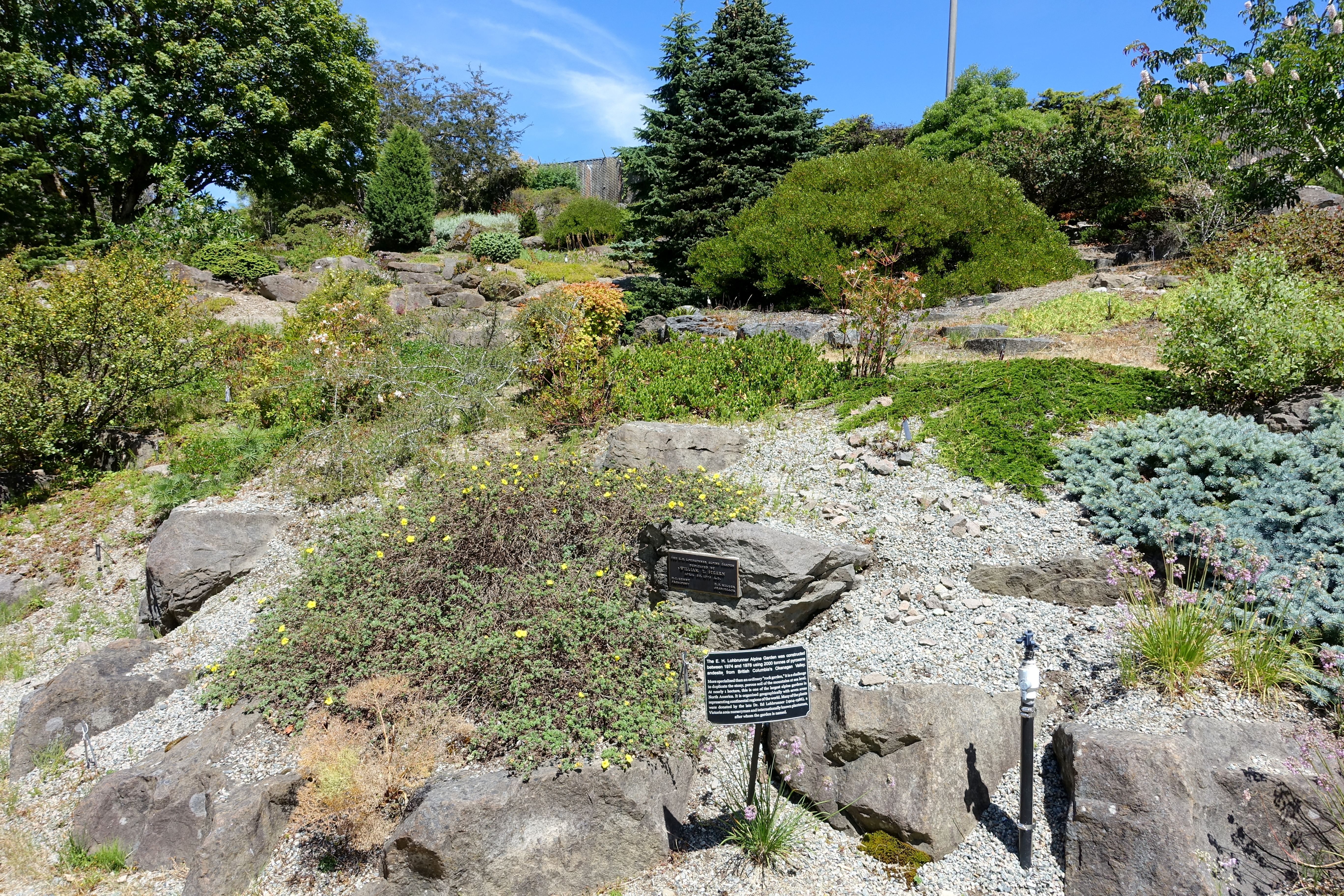
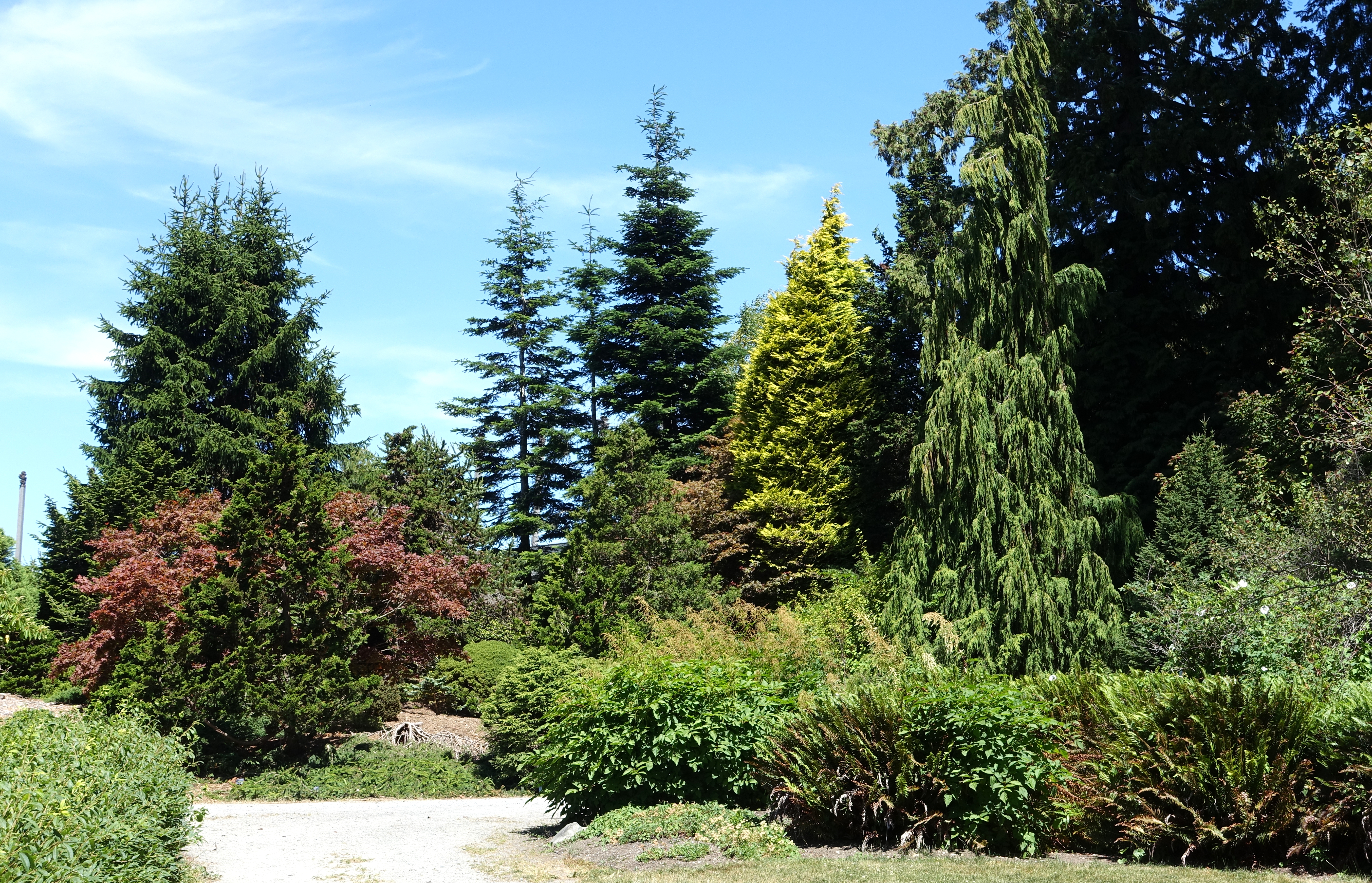
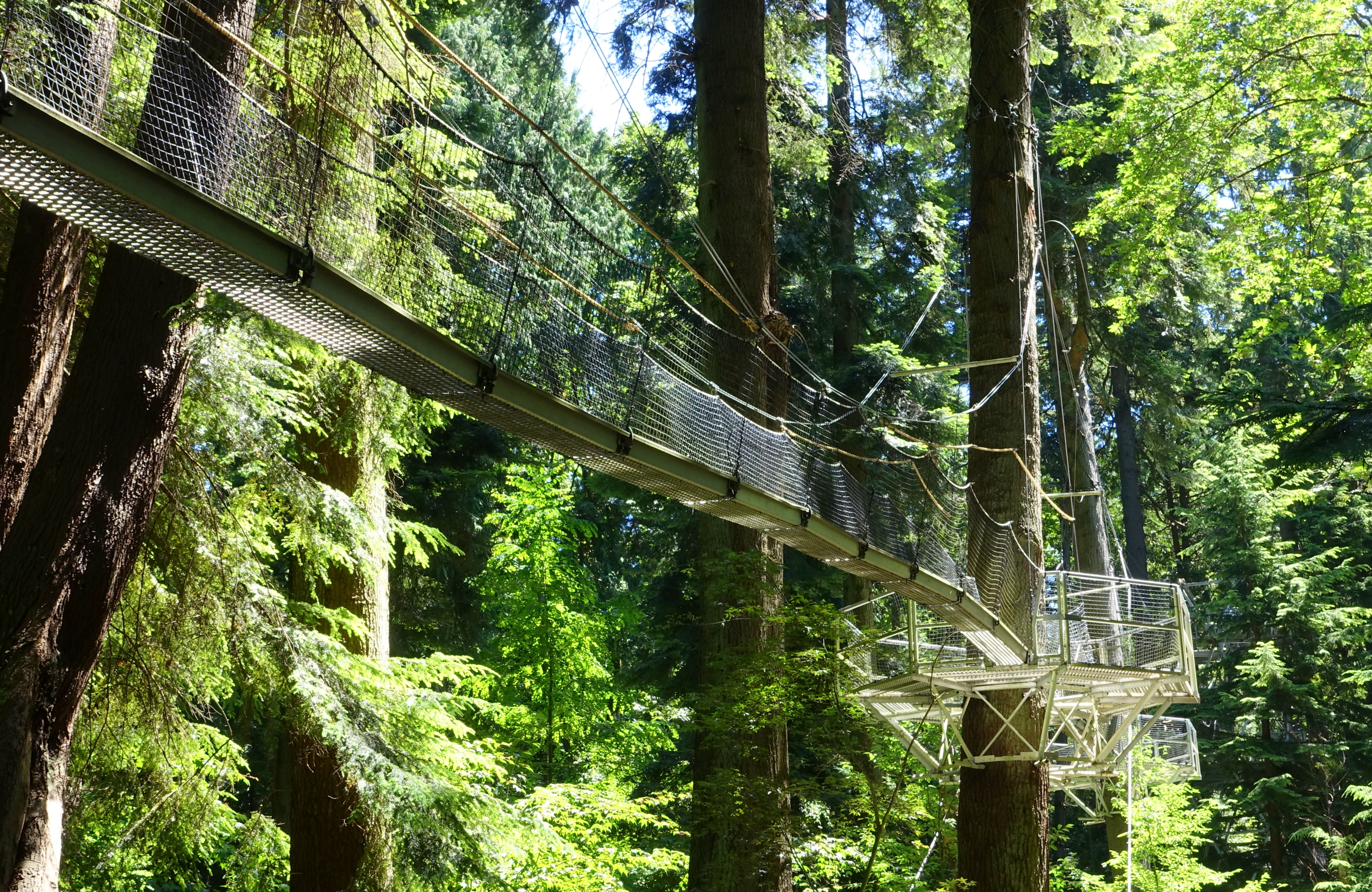